# Miltényi László
Miltényi László, teljes nevén Miltényi László Gyula Károly (Budapest, Erzsébetváros, 1901. január 8. – Budapest, Terézváros, 1936. február 19.) botanikus.

## Életpályája
Miltényi Ernő (1868–1943) államvasúti hivatalnok és Brand Janka Karola (1882–?) fiaként született. Apai nagyapja, Miltényi Jakab törvényszéki bíró volt. 
Középiskolai tanulmányait a Budapesti Evangélikus Főgimnáziumban végezte. Ezután a Budapesti Tudományegyetem bölcsész-, majd orvoskarán, utóbb a Magyaróvári Gazdasági Akadémián, végül a József Műegyetemen tanult. 
1926-ban mezőgazdászi, 1931-ben doktori oklevelet szerzett. Gyakornok, tanársegéd, majd adjunktus lett a Műegyetem növénytani tanszékén. 

## Munkássága
A mezőgazdasági növények szövet- és fejlődéstana terén végzett kutatómunkát.

## Főbb munkái
- Szövetfejlődéstani vizsgálatok gabonaféléken (Botanikai Közlemények 1931)
- A mutáció kérdés jelenlegi állása (Kísérletügyi Közlemények, 1933)